# Futbolniy Klub Kazanka
O Futbolniy Klub Kazanka (em russo: футбольный клуб "Казанка", transliterado para Futbol'niy klub "Kazanka"), também conhecido por Lokomotiv-Kazanka ou Kazanka Moscou, é um clube de futebol russo, sediado em Moscou. Disputa atualmente a Terceira Divisão do Campeonato Russo.

## História

Escudo quando o clube ainda chamava-se Lokomotiv-2.

Fundado em fevereiro de 2008 como FC Lokomotiv-2 Moscou, foi considerado um time reserva do Lokomotiv Moscou. Em 2009, apostou na mescla da experiência de Ruslan Nigmatullin, Yuri Drozdov e do cazaque Dmitry Lyapkin com outros jogadores criados na base. A equipe ficou na quinta posição do grupo Oeste da Terceira Divisão russa, com 58 pontos. Embora fizesse boas campanhas, o fato de não estar ligado oficialmente ao Lokomotiv atrapalhou os planos do clube, que fechou as portas em 2014.
Em maio de 2017, o presidente do Lokomotiv, Ilya Herkus, anunciou a refundação do clube, agora chamado de Lokomotiv-Kazanka e passando a funcionar como um time B dos Parovozy; 2 meses depois, foi renomeado como FC Kazanka Moscow, retirando o "Lokomotiv" do nome oficial.
Seu estádio, a Sapsan Arena, possui capacidade para 10 mil lugares e foi inaugurado em 2009.